# Michele D'Amico
Michele D'Amico (Ribera, 26 agosto 1900 – Ribera, 20 settembre 1980) è stato un politico italiano.
È stato deputato all'Assemblea Costituente e deputato alla Camera nella I legislatura.

## Biografia
Militante e dirigente del PCI, ebbe un ruolo di primo piano nell'organizzazione nel territorio di Ribera dell'occupazione delle terre incolte, al fine di ottenere l'espropriazione ai latifondisti e l'assegnazione ai contadini.
Nella veste di Segretario Provinciale della Federazione Comunista di Agrigento fece pressione sul Prefetto di Agrigento affinché emettesse, in base al testo unico delle leggi di pubblica sicurezza, il decreto di assegnazione delle terre occupate per gravi motivi di ordine pubblico.
Alle Elezioni politiche del 2 giugno 1946 fu eletto all'Assemblea Costituente per il PCI nella circoscrizione Palermo-Trapani-Agrigento-Caltanissetta, raccogliendo 8.793 preferenze
Il 22 ottobre 1946 organizzò l'occupazione del feudo “Donna Inferiore” in territorio di Ribera, al fine di sollecitare l'applicazione della legge di Riforma agraria, per l'assegnazione delle terre ai contadini. In quest'occasione l'on. Michele D'Amico venne denunciato assieme al sindacalista della Camera del Lavoro di Agrigento Calogero Fera per aver promosso ed organizzato una manifestazione di occupazione di terreni in luogo pubblico e senza averne dato avviso all'Autorità di pubblica sicurezza.
Nell'udienza del dicembre 1957 presso la Pretura di Ribera gli imputati vennero assolti dal Pretore dr. Alfredo Longo per non aver commesso il fatto.
Alle Elezioni politiche del 18 aprile 1948 fu eletto alla Camera dei deputati per il PCI nella circoscrizione Palermo-Trapani-Agrigento-Caltanissetta dove il Fronte Democratico Popolare ottenne 243.886 voti e 6 seggi
Il 22 agosto 1948 tenne un comizio pubblico, nella piazza principale di Ribera, in cui criticò aspramente il Governo De Gasperi e per questo venne denunciato e fu chiesta alla Camera dei deputati l'autorizzazione a procedere in giudizio per il reato di propaganda ed apologia sovversiva ed antinazionale.
Il 3 ottobre 1952 presentò una proposta di legge unitamente ai parlamentari Chiaramello, Belliardi e Longoni per la istituzione della cassa nazionale di previdenza ed assistenza dei geometri.
Nel 2013, all'interno della villa comunale, il centro comunale per gli anziani è stato intitolato al Costituente Michele D'Amico.